# Aguas Cándidas
Aguas Cándidas és un municipi de la província de Burgos a la comunitat autònoma de Castella i Lleó. Forma part de la comarca de La Bureba. Inclou els nuclis de:
- Aguas Cándidas, capital del municipi.
- Quintanaopio
- Río Quintanilla

## Demografia
| 1991 | 1996 | 2001 | 2004 |
| ---- | ---- | ---- | ---- |
| 113  | 96   | 93   | 97   |